# Коидзуми, Дзюнъитиро
Дзюнъитиро́ Коидзу́ми (яп. 小泉 純一郎 Коидзуми Дзюнъитиро:, 8 января 1942, Йокосука, Канагава) — японский государственный и политический деятель. Лидер Либерально-демократической партии Японии и премьер-министр Японии с 2001 по 2006 год.

## Биография
Из семьи потомственных политиков.
В 1967 году окончил экономический факультет Университета Кэйо. С 1972 года — депутат Палаты представителей Японии. В 1979 году стал парламентским статс-секретарём по финансовым вопросам. В 1988—1989 годах, 1996—1998 гг. — министр здравоохранения и социального обеспечения, в 1991—1993 годах — министр почты и телекоммуникаций.

### Премьер-министр
С апреля 2001 по сентябрь 2006 года являлся лидером правящей Либерально-демократической партии Японии (ЛДП) и премьер-министром Японии. Выступал за обновление руководства ЛДП и реорганизацию партии, за ослабление внутрипартийной фракционной деятельности. Коидзуми считался популярным политиком; в 2005 году ЛДП под его руководством получила парламентское большинство.

#### Внутренняя политика
На посту премьер-министра начал проведение структурных реформ, которые с 2003 обеспечили устойчивый рост японской экономики, оживление в банковско-финансовой сфере и сокращение государственного долга.
Ознаменовал период своего правления экономическими реформами, в результате которых уже порядка миллиона японцев в настоящее время проживают на государственные пособия, включая также и значительное число бывших участников организованных бандформирований якудза. Наиболее масштабная из пропагандируемых Коидзуми реформ — приватизация государственной почтовой службы, которая одновременно входит в число крупнейших в Японии кредитных учреждений, конкурируя с коммерческими банками. Приватизацию почтовой службы Коидзуми называет «реформой реформ», поскольку «неэффективное расходование средств уменьшает доходы казны и загрязняет окружающую среду».
Выступал с инициативой приватизации государственной почтовой службы, являющейся одновременно крупнейшим кредитным институтом страны, а также изменения Конституции с целью утвердить возможность престолонаследия в Японии также по женской линии.

#### Внешняя политика
Кабинет Дзюнъитиро Коидзуми активно поддержал администрацию США в ходе антитеррористической операции в Афганистане, направил японский воинский контингент в Ирак после его оккупации коалиционными силами западных держав во главе с США. Демонстративные посещения Коидзуми храма Ясукуни, считающегося символом японского милитаризма, привели к осложнению отношений Японии с Китаем, КНДР, Республикой Корея и Филиппинами, вызвали протесты правительств этих стран и стали причиной отмены двусторонних китайско-японских и японо-южнокорейских переговоров.
Внешняя политика при нём в целом ознаменовалась ухудшением отношений с Китаем, Южной Кореей и Россией. Несмотря на протесты со стороны стран, оккупированных Японией в период Второй мировой войны, неоднократно посещал известный синтоистский Храм Ясукуни, в котором почитаются духи погибших в ходе войны японских солдат и военных деятелей, включая совершивших военные преступления.
Дзюнъитиро Коидзуми неоднократно настойчиво требовал передачи Японии южных Курильских островов, проводил курс на усиление экономического влияния Японии в государствах Центральной Азии, прежде всего в Казахстане и Узбекистане.

#### Отставка
Коидзуми заранее объявил, что в 2006 году он уйдёт в отставку с поста премьер-министра в соответствии с правилами ЛДП. Вопрос о преемнике Коидзуми долго оживлённо обсуждался в прессе. На обоих постах его сменил в сентябре 2006 года Синдзо Абэ.
После ухода с поста оставался непубличным вплоть до 2013 года, когда в свете аварии на АЭС Фукусима начал активно выступать против атомной энергетики в Японии, что контрастировало с проядерной политикой правительств ЛДП как при нём самом, так и при его преемниках.

## Личная жизнь
Разведён, имеет троих сыновей.

## Оценка
Склонен к дебатам и популистским публичным заявлениям, харизматичен, энергичный политик с хорошим имиджем. Выступил инициатором ряда назначений женщин на ответственные государственные посты, включая пост главы японского МИДа, занятый Макико Танакой.
Рост 169 сантиметров, вес 60 кг.